# Tünde Szabó
Tünde Szabó, född 31 maj 1974 i Nyíregyháza, är en ungersk före detta simmare.
Szabó blev olympisk silvermedaljör på 100 meter ryggsim vid sommarspelen 1992 i Barcelona.